# Käthe Dorsch
Pour les articles homonymes, voir Dorsch.
Käthe Dorsch (née le 29 décembre 1890 à Neumarkt in der Oberpfalz, en Bavière, et morte le 25 décembre 1957 à Vienne, en Autriche) est une actrice allemande.

## Biographie

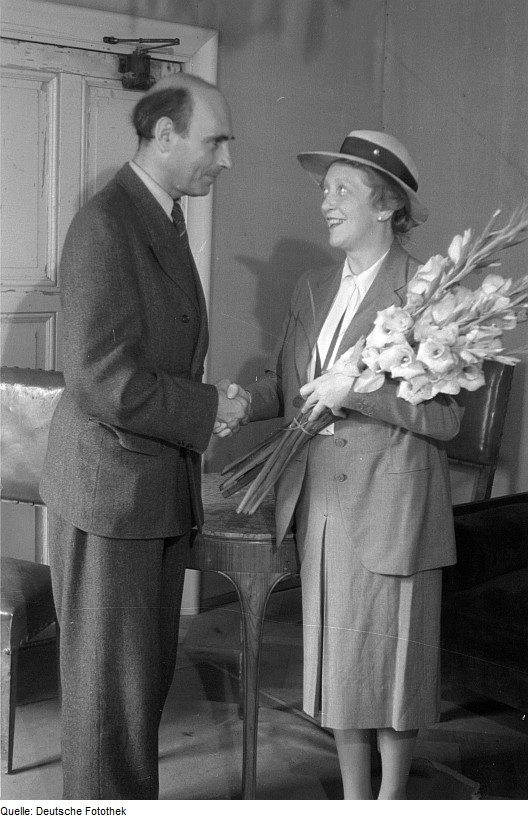
Käthe Dorsch et Gustav von Wangenheim.

Katharina Dorsch est la fille du marchand de pains d'épices Christoph Dorsch et de Magdalena Dorsch, née Lindl. En 1893, sa famille déménage à Nuremberg, où son père meurt en 1901. Katharina y fréquente l'école commerciale, apprend le piano et à l'âge de 15 ans interprète les Maîtres chanteurs de Nuremberg dans la chorale amateur du théâtre de la ville.
À Nuremberg, puis à Hanau et à Mannheim, elle fut engagée pour des opérettes. Elle obtient son premier grand rôle, celui d'Ännchen dans la pièce Jeunesse de Max Halbe, comme remplaçante de dernière minute d'une amie malade. Malgré son mépris des opérettes, elle signe à Mayence, pour des raisons uniquement alimentaires, pour un rôle de soubrette en 1908, puis rejoint en 1911 la troupe du Neue Operettentheater de Berlin.
Dès 1913, elle obtient un premier second rôle dans un film muet, Wenn die Taxe springt. Elle tourne dans une multitude de films muets jusqu'en 1924, puis marque une pause avec le cinéma jusqu'en 1930, année où le cinéma parlant lui ouvre de nouvelles perspectives. Elle incarne le rôle de prestigieuses héroïnes comme l’impératrice Marie-Thérèse dans Trenck le Pandoure ou Caroline Neuber dans Les Comédiens.
En 1920, elle épouse son partenaire de théâtre, Harry Liedtke ; la durée précise de cette union (7 ou 8 ans) reste controversée. Son attachement pour Liedtke perdura au-delà de leur divorce, et elle ne se remit jamais vraiment de son assassinat par des soldats soviétiques en 1945. Elle mit occasionnellement à profit ses relations intimes avec son ami de jeunesse Hermann Göring pour sauver des collègues de théâtre menacés pour leur race ou leurs opinions politiques : ainsi du cabaretiste Werner Finck, qui put ainsi être libéré du camp d'Esterwegen en 1935.
En 1946, elle gifle en public un jeune critique (24 ans) du Courrier de Berlin, Wolfgang Harich, qui lui avait consacré un billet assassin. En 1951, elle gifle Alexander Trojan parce qu'il s'était moqué des personnes nées sous le signe du Capricorne. Elle déchaîne derechef la presse allemande lorsqu'en 1956 elle gifle à Vienne le critique de théâtre autrichien Hans Weigel à la sortie de son café. Weigel portera plainte et, défendu par le futur ministre fédéral de la Justice Christian Broda – obtiendra la condamnation de la comédienne à une amende de 500 Schilling.

## Filmographie partielle
- 1917 : Das fidele Gefängnis d'Ernst Lubitsch
- 1918 - 1919 : Keimendes Leben de Georg Jacoby (non créditée)
- 1919 : Vendetta de Georg Jacoby
- 1922 : Fräulein Julie de Felix Basch :
- 1938 : Les étoiles brillent (Es leuchten die Sterne) de Hans H. Zerlett
- 1939 : Une mère (Mutterliebe) de Gustav Ucicky
- 1941 : Les Comédiens (Komödianten) de Georg Wilhelm Pabst
- 1956 : Régine de Harald Braun

## Théâtre
- 1927 : Schinderhannes de Carl Zuckmayer (création)